# Retolació

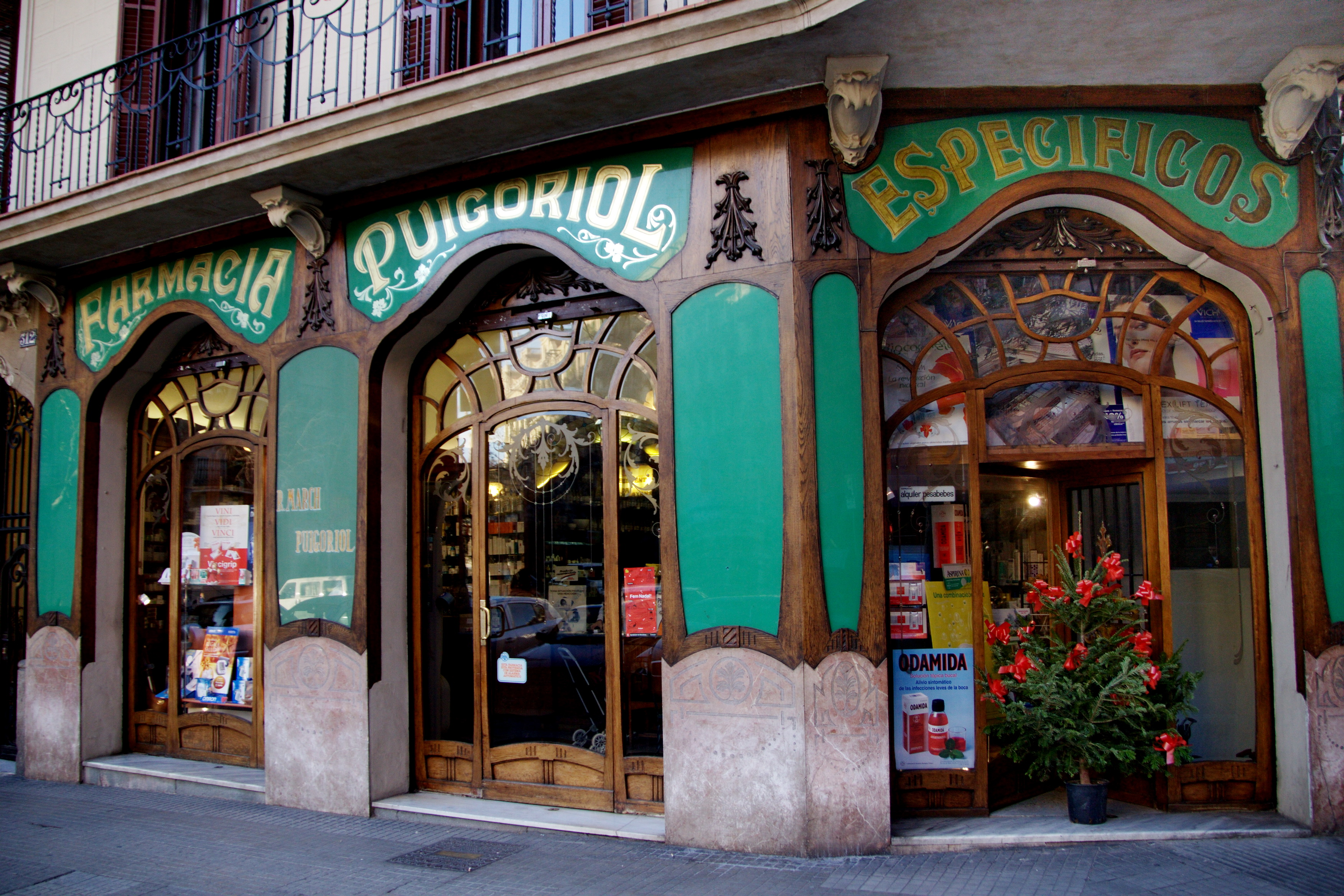
En la retolació de la Farmàcia Puigoriol s'ha tingut cura de la cal·ligrafia i de l'espai disponible per al rètol.

La retolació és el procés de construir un text amb eines de dibuix, es realitzen tants traços com sigui necessari fins a trobar el resultat desitjat. S'ha d'entendre la retolació com una sofisticació de la cal·ligrafia, ambdós són processos manuals. Qui es disposa a retolar, primer ha d'haver assolit els conceptes bàsics de la cal·ligrafia, entesos com a arquitectura de les lletres, tot i això, disposarà de llibertat per personalitzar les lletres. Tant la cal·ligrafia com la retolació es consideren passos previs a la construcció d'una font. Per exemple, posar un rètol a un carrer, o posar un advertiment publicitari a un cotxe.

## Arts audiovisuals
En les arts audiovisuals retolar és posar un advertiment sobreimpressionat a la imatge. Retolar és l'acció de posar rètols, s'utilitza en el camp de l'audiovisual, o per afegir informació visual, es posa el rètol sobreimpressionat a la imatge. El seu contingut forma part del text dramàtic.
N'hi ha de diversos tipus i els més comuns són de nom, de nom i càrrec, de situació (per ubicar on passa l'acció), de temps (per ubicar a l'espectador en un moment del temps), de resultats esportius i d'informació meteorològica. A més d'aquests n'hi que són combinables dins l'espai visible de la imatge.

## Arts escèniques
En una posada en escena d'un espectacle dramàtic, és possible que hi hagi retolació amb text, per exemple projectat, amb els mateixos usos més o menys que al cinema i arts audiovisuals. És una manera més d'incloure text dramàtic i es considera part de l'escenografia.